# Malviès
Malviès är en kommun i departementet Aude i regionen Occitanien  i södra Frankrike. Kommunen ligger  i kantonen Alaigne som ligger i arrondissementet Limoux. År 2022 hade Malviès 362 invånare.

## Befolkningsutveckling
Antalet invånare i kommunen Malviès
Referens: INSEE